# Гази Хусрев-бег
Гази Хусрев-бег (осман. غازى خسرو بك‎, Gāzī Ḫusrev Beğ; совр. тур.: Gazi Hüsrev Bey; 1480—1541) — боснийский османский санджак-бей (губернатор) Боснийского санджака в 1521—1525, 1526—1534 и 1536—1541 годах. Он был известен значительным вкладом в развитие инфраструктуры Сараева, строительством многих значимых зданий, таких как мечеть Гази Хусрев-бега и медресе Куршумлия. Он также был успешным военным стратегом и положил начало дальнейшей османской экспансии в Хорватию.

## Биография

### Происхождение
Он родился в греческом городе Серрес. Его отцом был боснийский мусульманин Ферхад (новообращённый из региона Требинье), а матерью — дочь султана Баязида II  Сельчук-хатун.

### Карьера
Получил хорошее образование. Начал свою карьеру в качестве дипломата, позднее зарекомендовал себя как успешный военачальник. Менее чем за три года он покорил крепости Книн, Скрадин и Островица. Он был назначен санджак-беем в Боснийском санджаке 15 сентября 1521 года, став одним из самых доверенных людей султана Сулеймана I.
Гази Хусрев-бег продолжил свои завоевания, им были захвачены укреплённые населённые пункты Гребен, Сокол, Езеро, Винац, Врбашки Град, Ливач, Каматин, Бочац, Удбина, Врана, Модруч и Пожега.
В дополнение к военным успехам он внёс большой вклад в развитие инфраструктуры Сараева. Он восстановил Царёву мечеть, построил знаменитую мечеть Гази Хусрев-бега, библиотеку, медресе, сахат-кулу (часовую башню), больницу, общественные бани и дом призрения.
Гази Хусрев-бег сыграл решающую роль в победе над христианской армией в Битве при Мохаче. Его 10 000 Акынджи и иррегулярная кавалерия, состоявшая из турок, боснийцев и крымских татар, служили в качестве резервных солдат в этой битве.

### Смерть
Гази Хусрев-бег боролся против безвластия в Черногории после смерти османского союзника, исламизированного черногорского феодала Скендербега Черноевича в 1528 году. В 1541 году, во время восстания в черногорской знати, он решил защитить Черноевичи и местное население. Он участвовал во многих сражениях в этом регионе, и хотя в конце гонцов его войска одержали победу, он был убит в бою против православных повстанцев в Мокро, небольшой деревне в Дробняци (ныне Черногория). Легенда гласит, что он был крупным мужчиной, и его воины были не в состоянии нести его тело. Поэтому они извлекли его внутренности и похоронили их на небольшом холме, называемом Ходжина главица. Легенда гласит что таким образом появилось название Дробняци (дроб означает кишки на старом сербском языке), хотя в действительности топоним Дробняци упоминается и до этих событий. Тело Гази Хусрев-бега было доставлено в Сараево и было захоронено в тюрбе во дворе его мечети.